# Зондски острови
Зондските острови (на индонезийски: Kepulauan Sunda; на зондски: Kapuloan Sunda) е архипелаг в Югоизточна Азия между Малайския полуостров и Нова Гвинея и между Индийския океан и Тихия океан. Съставен е от няколко по-големи острова и многобройни по-малки острови. Повечето от тях са владение на Индонезия. Северната част на остров Борнео принадлежи на Малайзия и Бруней, докато източната част от остров Тимор от 2002 г. е владение на държавата Източен Тимор.

## География
Общата площ на архипелага е над 1,7 млн. km2. Зондските острови обикновено се делят на две подгрупи:
- Големи Зондски острови: Суматра, Ява, Борнео, Сулавеси.
- Малки Зондски острови: Бали, Ломбок, Сумбава, Сумба, Тимор, Барат-Дая, Флорес и други.

Площта на Големите Зондски острови възлиза на около 1,5 млн. km2, на Малките Зондски острови – 128 хил. km2, а на Молукските острови – 83,7 хил. km2. Най-големият остров от групата е Борнео (734 хил. km2). Целият архипелаг включва над 3000 острова.
Всички Големи и повечето от Малките Зондски острови са обградени от множество много малки островчета. Някои специалисти считат Молукските острови за отделен архипелаг, което по същество е условен въпрос. Заедно със съседния Филипински архипелаг, Зондските острови образуват по-големия Малайски архипелаг.
Територията на Зондските острови като цяло е планинска, но съществуват и две обширни низини: една на Борнео и една на Суматра. Най-високите точки на островите: Кинабалу, 4100 m (Борнео), Кринчи, 3805 m (Суматра), Семеру, 3676 m (Ява), Рантокомбола, 3455 m (Сулавеси), Сегара-Ринджани, 3676 m (Ломбок). В архипелага са разположени над 130 вулкана, а районът му е сеизмично активен. Зондските острови са образувани вследствие сблъскването на Индо-Австралийската плоча и Евразийската плоча.
Бреговете на архипелага се мият от Южнокитайско и Арафурско море. В самия архипелаг са разположени множество вътрешните морета. Реките като цяло са планински, кратки и бурни. Най-големите реки са: Капуас, Барито, Каян, Раджанг (Борнео) и Хари (Суматра).
Зондските острови разделят следните междуостровни морета:
- Южнокитайско море
- Яванско море
- Море Сулу
- Море Сулавеси
- Море Флорес
- Море Банда
- Море Серам
- Молукско море
- Тиморско море
- Море Саву
- Арафурско море

Климатът на Зондския архипелаг е екваториален и субекваториален (в южната част). Горите са основно влажни и вечнозелени, като на отделни места се срещат и сухи саванни гори. Валежите са много – на Борнео и западното крайбрежие на Суматра са около 3000 mm годишно. Средната януарска температура е около 24 °С, а средната юлска достига 32 °С. Флората и фауната са изключително разнообразни и богати, като се срещат множество ендемити.

## История
По време на последната ледникова епоха, когато нивото на морето е било 100 m по-ниско от днешното, Зондските острови са били съединени помежду си и с Индокитай.

## Население
Архипелагът е заселен от много народи с различни културни и сходни езици.

## Икономика
Има находища на следните полезни изкопаеми: олово, боксити, никел, мед, манган, цинк, хром, калай и петрол. Около 60% от общата територия на островите е заета от гори с ценни тропически видове дървета. Площта на Малките Зондски острови е заета главно от селскостопански земи, посеви с ориз, царевица и технически култури. В аграрно и промишлено отношение, най-развит е остров Ява.